# شونی (کانزاس)
شونی (به انگلیسی: Shawnee) شهری در ایالت کانزاس کشور ایالات متحده آمریکا است که جمعیت آن در سرشماری سال ۲۰۱۰ میلادی، ۶۲٬۲۰۹ نفر بوده‌است.